# Гозмар (род)
Гозмар (на немски: Gozmar) е франкска графска фамилия през 9 век на реките Едер и Вера в Северен Хесен, особено в територията на днешния Бад Вилдунген. Те са доказани в документи от ок. 850 и отново през 11 век. През 850 г. граф Гозмар подарява собственостите си в седем села на манастир Фулда.
От рода на графовете фон Гозмар произлизат клоновете графовете на Райхенбах и графовете на Цигенхайн.

## Известни
- Гозмар (* 1020, † сл. 1062), граф, 1062 g. Фогт на Фулда. Построява замък на мястото на римски кастел.
- Гозмар I (* 1045, † сл. 1117), син на Гозмар. Нарича се пръв „граф на Райхенбах“, от 1108 г. Фогт на Фулда
- Рудолф I фон Райхенбах (* 1070, † сл. 1123) и брат му Гозмар II († 1141), един след друг последват баща си Гозмар I
- Попо I († 1156), граф на Райхенбах, третият син на Гозмар I
- Гозмар II фон Райхенбах († 1141), мести резиденцията си от Райхенбах във Вегебах и става прародител на графовете на Цигенхайн (род Цигенхайн)
- Готфрид I фон Цигенхайн, наследява баща си Гозмар II
- Гозмар III (* ок. 1130, † 1184), граф на Цигенхайн (1168 – 1184), син на граф Готфрид I фон Цигенхайн